# Iceweasel
Debian Iceweasel, раніше Debian Firefox — модифікація браузера Mozilla Firefox в Debian GNU/Linux, перейменована наприкінці 2006 року з метою позбавлення від ліцензійних обмежень на назву та художнє оформлення (артворк, англ. artwork).
Назва «IceWeasel» використовувалась для форку Firefox у проекті GNUzilla Фондом Вільного ПЗ. У 2007 році через виниклу плутанину цей форк було перейменовано на GNU IceCat.
Також у Debian були перейменовані і інші програми:
- Mozilla Thunderbird — на Icedove
- SeaMonkey — на Iceape Internet Suite (пакет iceape)
- Mozilla Sunbird — на Iceowl

Debian Iceweasel і GNU IceWeasel — не одне й те саме.
Як і оригінальні програми, всі вони мають потрійне ліцензування: MPL/GPL/LGPL.
До появи Firefox 3, в якому власницьку програму для надсилання звітів про помилки «Talkback» було замінено вільною «Breakpad», в Mozilla іноді створювалися неофіційні «вільні» збірки Firefox для основних платформ, але про це не оголошувалося. Ці збірки мали за назву кодову назву відповідної гілки Firefox.
З жодної зі збірок версій 2.0.0.6 цих програм не було виключено невільні логотипи пошукових систем в панелі пошуку.